# 川野辺静
川野辺 静（川野邉 静、かわのべ しづ、1907年（明治40年）9月24日 - 2003年（平成15年）4月25日）は、日本の政治家、小児科医。参議院議員（1期、自由民主党）。

## 経歴
静岡県静岡市出身。7人兄弟の長女。不二高等女学校を経て、1930年に東京女子医学専門学校を卒業。同附属病院の小児科医局長となる。帰郷後、1935年に焼津市で小児科医院を開業、2年後には静岡市に移転。静岡大火や空襲でたびたび被災するが、恩師の吉岡彌生からの医療器具の寄付や、趣味の日本舞踊を通じて懇意にしていた尾上菊五郎（6代目）の見舞金に助けられたという。
1951年、静岡市議会議員に当選。児童福祉事業中心に活動、静岡県婦人団体連絡会の会長となる。また、東京女子医科大学教授、同大常務理事、同相談役などを歴任する。
1971年の第9回参議院議員通常選挙において静岡地方区から自民党公認で立候補して当選する。三木内閣では厚生政務次官を務めた。1977年の第11回参議院議員通常選挙で落選。同年秋の叙勲で勲三等宝冠章受章。以後立候補しなかった。
2003年4月25日、老衰のため静岡市の病院で死去、95歳。死没日をもって正五位に叙される。

## 著作
- 『ダブリンの水鳥:私のヨーロッパ旅日記』婦人団体発行所、1956年。
- 『私のみたアメリカのくらし』婦人生活文化研究所、1964年。
- 『あの頃この頃』婦人生活文化研究所、1965年。
- 『私のひとりごと』婦人生活文化研究所、1968年。
- 『ひまわり:川野辺静選集』愛静会、1975年。
- 『愛:川野辺静自伝』愛静会刊行委員会、1983年。